# NGC 3910
NGC 3910 ist eine linsenförmige Galaxie vom Hubble-Typ E-S0 im Sternbild Löwe, die schätzungsweise 350 Millionen Lichtjahre von der Milchstraße entfernt ist. 
Die Galaxie wurde am 3. März 1869 von dem Astronomen Otto Wilhelm von Struve entdeckt.